# Machhlishahr
Machhlishahr là một thị xã và là một nagar panchayat của quận Jaunpur thuộc bang Uttar Pradesh, Ấn Độ.

## Địa lý
Machhlishahr có vị trí 25°41′B 82°25′Đ / 25,68°B 82,42°Đ Nó có độ cao trung bình là 84 mét (275 feet).

## Nhân khẩu
Theo điều tra dân số năm 2001 của Ấn Độ, Machhlishahr có dân số 22.943 người. Phái nam chiếm 51% tổng số dân và phái nữ chiếm 49%. Machhlishahr có tỷ lệ 57% biết đọc biết viết, thấp hơn tỷ lệ trung bình toàn quốc là 59,5%: tỷ lệ cho phái nam là 65%, và tỷ lệ cho phái nữ là 49%. Tại Machhlishahr, 18% dân số nhỏ hơn 6 tuổi.